# Tuy Tân
Tuy Tân (chữ Hán giản thể: 绥滨县, âm Hán Việt: Tuy Tân huyện) là một huyện thuộc địa cấp thị Hạc Cương, tỉnh Hắc Long Giang, Cộng hòa Nhân dân Trung Hoa. Huyện Tuy Tân có diện tích 3360 km², dân số 190.000 người. Mã số bưu chính của Tuy Tân là 156200. Chính quyền nhân dân huyện Tuy Tân đóng tại trấn Tuy Tân. Huyện này được chia thành 3 trấn, 8 hương và 1 hương dân tộc.
- Trấn: Tuy Tân, Trung Nhân, Tuy Đông.
- Hương: Đông Phương, Phú Cường, Bắc Sơn, Tân Phú, Trung Hưng, Bắc Cương, Đại Đồng, Liên Sinh.
- Hương dân tộc Mã Phúc Hưng.